# Dysalotus alcocki
Dysalotus alcocki är en fiskart som beskrevs av Macgilchrist, 1905. Dysalotus alcocki ingår i släktet Dysalotus och familjen Chiasmodontidae. Inga underarter finns listade i Catalogue of Life.